# Betrakten väl de tio bud
Betrakten väl de tio bud är en budordspsalm i tretton verser av Johan Olof Wallin 1812. I 1819 års psalmbok anges att upphovet är Martin Luther (i upplagor före 1917), med översättning av Olaus Petri och som Johan Olof Wallin omarbetade (1819 enligt senare utgåvor). I senare upplagor av 1819 års psalmbok och i 1937 års psalmbok har Luthers och Olaus Petris insats i texten uteslutits helt och titelraden modifierats till Betrakten väl de tio bud. Enligt Oscar Lövgren är psalmen en bearbetning av Desse äro de tio bud från 1695 års psalmbok, vilken är baserad på Luthers Dies sind die heil'gen Zehn Geboth med svensk översättning av Olaus Petri 1536. Wallins text skiljer sig dock så mycket från originalet att den räknas som ett original. Enligt psalmboksregistret i 1819 års psalmbok fanns psalmen inte med i 1695 års psalmbok. Eventuellt har Wallin även inspirerats av Haquin Spegels budordspsalm Betraktom väl de helga bud.
Versmåttet är detsamma som i Desse äro de tio bud, men melodierna är olika. Enligt 1921 års koralbok med 1819 års psalmer är melodin hämtad ur Octante trois psaumes de David från 1551 och används senare även till psalmen O Herre Gud, oändelig (1819 nr 23).

## Publicerad i
- 1819 års psalmbok som nr 142 med titeln "Betraktom väl de tio bud" under rubriken "Nådens medel: Ordet: Lagen".
- 1937 års psalmbok som nr 178 med titeln "Betrakten väl de tio bud" under rubriken "Kyrkan och nådemedlen: Ordet".